# Nannorrhops ritchiana
Nannorrhops ritchiana oder auch Mazari-Palme war die einzige Art der Gattung Nannorrhops. Diese Fächerpalme kommt in Arabien und im Mittleren Osten, Pakistan sowie Afghanistan vor. 2016 wurde eine zweite Art dieser Gattung erstbeschrieben.

## Beschreibung

### Habitus
Nannorrhops ritchiana ist eine buschförmige, mehrstämmige, unbewehrte Palme. Sie blüht nur einmal (hapaxanth), die Individuen sind zwittrig. Die Stämme sind verzweigt, niederliegend oder aufrecht. Sie sind weitgehend unterirdisch, können aber bis 4,5 m hoch werden. Die Verzweigung erfolgt bei niederliegenden Exemplaren axillär, bei aufrechten Stämmen dichotom. Ein ausgewachsenes Exemplar kann bis 6 m hoch und ebenso breit werden,  meist erreichen sie aber 1,8 m Höhe und 2,4 m Breite.

### Blätter
Die Blätter sind induplikat, kurz costapalmat. Sie vertrocknen an der Pflanze. Die Blattscheide reißt sowohl unterhalb als auch gegenüber dem Blattstiel auf. Sie ist braun, wollig behaart. Der Blattstiel ist lang, an der Oberseite seicht gefurcht und an der Unterseite gerundet. Hastulae fehlen. Die Blattspreite ist regelmäßig in steife, blaugrüne, einfach gefaltete Segmente gegliedert. Diese sind durch einen abaxialen Riss, der bis zur Hälfte reicht, weiter unterteilt.

### Blütenstände
Die Blütenstände erscheinen über den Blättern, sind zusammengesetzt und erreichen 1,8 m Länge. Die Teilblütenstände entsprechen den achselständigen Blütenständen mehrfach blühender Palmen. Jeder Teilblütenstand setzt in der Achsel eines Blattes mit reduzierter Spreite an, oder eines röhrigen Hochblattes. Die Teilblütenstände sind vierfach verzweigt. Das Vorblatt ist röhrig und zweikielig. Es gibt kein bis mehrere Hochblätter am Blütenstandsstiel, die dem Vorblatt ähneln. Die Tragblätter für die Seitenzweige erster Ordnung sind röhrig mit einer deutlichen Spitze. Jede Achse erster Ordnung ein basales, röhriges, zweikieliges Vorblatt. Die Tragblätter für die Seitenzweige zweiter Ordnung sind röhrig. Die blütentragenden Achsen haben auffällige röhrige Hochblätter, in deren Achseln je eine Gruppe von Blüten steht.

### Blüten
Die Blüten sind kurz gestielt und stehen in einem verkürzten Wickel aus ein bis drei (selten bis sieben) Blüten, jede Blüte hat ein kleines, röhrige Hochblatt. Der Kelch ist dünn, an der Basis röhrig und hat drei dreieckige Lappen. Die Krone hat eine kurze, stielartige Basis und drei Lappen, die in den unteren zwei Dritteln klappig (valvat), im oberen Drittel imbricat stehen. Die sechs Staubblätter sind nicht verwachsen. Die drei antesepalen (vor den Kelchblättern stehenden) haben freie Staubfäden, die drei antepetalen (vor den Kronblättern stehenden) sind an der Basis mit den Kronblättern verwachsen. Die Staubfäden sind ahlenförmig, an der Spitze eingebogen. Die Antheren sind länglich, die Staubbeutel stehen latrors. Die drei Fruchtblätter sind verwachsen, mit Ausnahme des untersten Teils. Der Fruchtknoten ist deutlich dreifurchig. Es gibt einen einzigen Griffel, eine Narbe ist wenig ausdifferenziert. Die Samenanlage ist anatrop und setzt bauchseits und basal an.
Die Pollenkörner sind ellipsoidisch und meist leicht asymmetrisch. Die Keimöffnung ist ein distaler Sulcus. Die Ectexine ist tectat, reticulat oder foveolat-reticulat. Der Rand der Keimöffnung ist psilat (ohne Ornamentation) oder scabrat. Das Infratectum ist columellat. Die längste Achse des Pollenkorns misst 30 bis 39 Mikrometer.

### Früchte und Samen
Die Früchte sind kugelig bis ellipsoidisch. Sie enthalten einen Samen. Die Narbenreste stehen basal. Das Exokarp ist glatt, das Mesokarp fleischig und das Endokarp dünn. Der Samen ist kugelig bis eiförmig. Er hat flache Furchen, die den Raphenbündeln entsprechen. Die Narbe (Hilum) sitzt basal. Das Endosperm ist homogen und hat meist eine kleine zentrale Höhle. Der Embryo sitzt basal.

### Chromosomensatz
Die Chromosomenzahl beträgt 2n = 36.

## Vorkommen

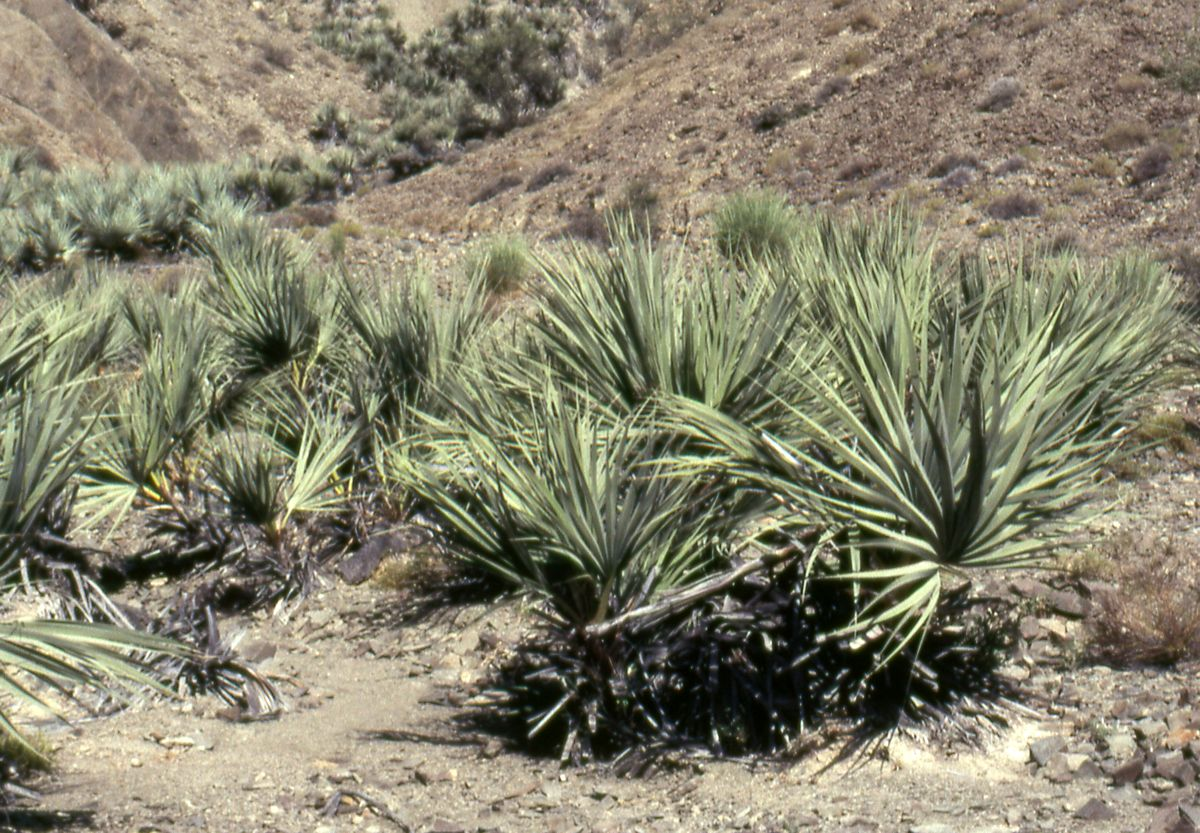
Habitus in einer Halbwüste in Belutschistan (Pakistan)

Nannorhops ritchiana kommt in den Halbwüsten des Mittleren Ostens vor: Osten Arabiens, Südiran, Westpakistan und Süden Afghanistans.
Sie wächst in solchen Gebieten, wo das Grundwasser nicht zu tief ist: Oasen und episodische Wasserläufe. Sie meidet allerdings subtropische Küstenregionen. Sie steigt bis in eine Höhenlage von 1600 Meter.

## Systematik
Die Gattung Nannorrhops wurde 1879 durch Hermann Wendland in Botanische Zeitung Berlin, Band 37, Seite 147 aufgestellt.
Die Gattung Nannorrhops gehört zur Tribus Chuniophoeniceae in der Unterfamilie Coryphoideae innerhalb der Arecaceae und die gestellt. Ihre Stellung zu den anderen Gattungen der Tribus ist noch nicht endgültig geklärt. Sie enthält nur zwei Arten:
- Nannorrhops baluchestanica Khodash.: Sie wurde 2016 aus dem südöstlichen Iran erstbeschrieben.[2]
- Nannorrhops ritchiana (Griff.) Aitch.: Sie kommt auf der südlichen Arabischen Halbinsel und vom Iran bis Pakistan vor.[2]

Der Gattungsname Nannorrhops setzt sich aus den altgriechischen Wörtern für „Zwerg“ und „Busch“ zusammen, bezieht sich also auf die Wuchsform. Das Artepitheton ritchiana bezieht sich auf den Sammler des Materials für die Erstbeschreibung, Ritchie.

## Nutzung
Aus der Mazari-Palme werden Fasern gewonnen, die für Webstücke und für Seile verwendet werden. Sie ist eine der kälteresistentesten Palmenarten, wird jedoch nur selten als Zierpflanze verwendet.